# Щербаков Сергій Семенович
Щербако́в Сергі́й Семе́нович (рос. Щербаков Сергей Семёнович; 20 червня 1918 — 24 січня 1994) — радянський боксер, тренер і арбітр. Фіналіст Олімпійських ігор (1952) та чемпіонату Європи (1953). Заслужений майстер спорту СРСР (1948). Суддя всесоюзної категорії.

## Біографія
Народився 20 червня 1918 року в місті Москва. Займатись боксом почав у 18-річному віці у тренера А. Безсонова. З початком німецько-радянської війни добровольцем пішов на фронт. Взимку 1942 року на Кавказі отримав важке поранення, внаслідок якого ледь не залишився інвалідом. Після одужання з 1943 року відновив заняття боксом. З 1944 року тренувався у В. Михайлова.
Закінчив ДЦОЛІФК. Виступав за спортивні товариства Москви: «Крила Рад» (1936–1945), «ЦДКА» (1946), «Харчовик» (1947–1953).
Чемпіон СРСР з боксу в першій напівсередній (1944–1950) та напівсередній (1951–1953) вазі, срібний призер чемпіонату СРСР 1940 року в легкій вазі та бронзовий призер чемпіонату СРСР 1939 року в напівлегкій вазі.
Учасник літніх Олімпійських ігор 1952 року в Гельсінкі (Фінляндія). На шляху до фіналу почергово переміг Маркоса Сарфаті (Аргентина), Хендрика ван дер Лінде (ПАС), Франко Вескові (Італія), Віктора Юргенсена (Данія). У фінальному двобої поступився полякові Зигмунту Хихлі.
На чемпіонаті Європи 1953 року в Варшаві (Польща) вийшов у фінал, де поступився господарю змагань тому ж таки Зигмунту Хихлі.
По закінченні боксерської кар'єри перейшов на тренерську роботу. Призначався головним тренером збірної СРСР з боксу на літніх Олімпійських іграх 1956 та 1960 року. Був головним тренером ДСТ профспілок, збірної Москви. У 1963–1971 роках працював тренером з боксерами Єгипту.
Помер 24 січня 1994 року. Похований на Ваганьковському цвинтарі Москви.

## Літературна діяльність
Сергій Щербаков написав книгу «Записки боксера», видану у 1956 році видавництвом «Физкультура и спорт».

## Нагороди і почесні звання
- Орден Вітчизняної війни 1-го та 2-го ступенів.
- Два ордени «Знак Пошани».
- Медаль «За відвагу».
- Медаль «За бойові заслуги».
- Заслужений майстер спорту СРСР (1948).
- Заслужений тренер СРСР (1967).
- Заслужений працівник культури РРФСР.
- Орден «Аль-Реад» (Єгипет).